# 상원옹주
상원옹주(祥原翁主, 생몰년 미상)는 조선 제2대 왕 정종(定宗, 1357~1419, 재위: 1398~1400)의 서녀로 15남 8녀 중 5녀이며, 어머니는 숙의 기씨(淑儀 奇氏, ? ~1457)이다. 조효산(趙孝山)에게 하가하여 1남 1녀를 얻었다.
후에는 남편을 잃고 과부가 되어 어렵게 살아갔는데, 조정에서 이를 알고 누이를 도와주지 않은 오빠들의 죄를 꾸짖는 한편 쌀을 보내어 살림을 돕게 했다. 조선왕조실록에서는 상원군주(祥原郡主)로 불리기도 한다.

## 가족 관계
친정 전주 이씨(全州 李氏) 
- 조부 : 제1대 태조대왕(太祖大王, 1335~1408, 재위: 1392~1398)
- 조모 : 신의왕후 안변 한씨(神懿王后 安邊 韓氏, 1337~1391)
  - 아버지 : 제2대 정종대왕(定宗大王, 1357~1419, 재위: 1398~1400)
- 외조부 : 공조전서 기면(工曹典書 奇勉)
  - 어머니 : 숙의 행주 기씨(淑儀 幸州 奇氏, ? ~1457)
    - 오빠 : 순평군 군생(順平君 羣生, 1392 ~1456)
    - 오빠 : 금평군 의생(錦平君 義生, 1393 ~1435)
    - 언니 : 숙신옹주(淑愼翁主, 1401~1486)
    - 동생 : 정석군 융생(貞石君 隆生, 1409~1464)
    - 동생 : 무림군 선생(茂林君 善生, 1419~1475)

 시가 평양 조씨(平壤 趙氏) 
- - 시아버지 : 조율(趙溧)
    - 부마 : 사직 조효산(司直 趙孝山, ? ~1455[5])
      - 장남 : 선전관 조벽(宣傳官 趙璧)[6]
      - 장녀 : 조소사(趙召史)[7]
      - 사위 : 진주 류씨 참봉 류성백(參奉 柳成栢)[6]
        - 외손자 : 류원(柳源)
        - 외손자 : 류습(柳濕)
        - 외손자 : 류기(柳淇)
        - 외손자 : 류수(柳洙, 1488 ~ ?)
        - 외손녀 : 청풍 김씨 김별(金鱉)에게 출가

## 참고 자료
- 《조선왕조실록》